# Бжезіна (Мілицький повіт)
Бжезіна (пол. Brzezina) — село в Польщі, у гміні Цешкув Мілицького повіту Нижньосілезького воєводства.
Населення — 116 осіб (2011).
У 1975-1998 роках село належало до Вроцлавського воєводства.

## Демографія
Демографічна структура станом на 31 березня 2011 року:
|          | Загалом | Допрацездатний вік | Працездатний вік | Постпрацездатний вік |
| -------- | ------- | ------------------ | ---------------- | -------------------- |
| Чоловіки | 56      | 12                 | 42               | 2                    |
| Жінки    | 60      | 15                 | 32               | 13                   |
| Разом    | 116     | 27                 | 74               | 15                   |